# Тревер, Камилла Васильевна
Ками́лла Васи́льевна Тре́вер (25 января 1892, Санкт-Петербург — 11 ноября 1974, Ленинград) — советский историк и искусствовед. Доктор исторических наук. Член-корреспондент АН СССР с 1943 года. Автор исследований по истории, культуре и искусству Средней Азии, Закавказья и Ирана.

## Биография
Родилась в семье прибалтийских немцев: отец был из крепостных крестьян, освоил профессию слесаря и устроился на металлический завод, а к концу XIX века уже возглавлял техническую часть III психиатрической больницы. Мать из мещан, урождённая Эренштрейт, занималась домашним хозяйством. В 1902 году Камилла Тревер поступила в известную немецкую школу Петришуле, которую окончила в 1907 году с золотой медалью и свидетельством о дополнительном восьмом классе.
Тревер окончила курс на историко-словесном отделении Женского педагогического института (1907—1912). В 1911 году вместе с другими слушательницами института совершила поездку по городам Италии. Получив диплом об окончании института стала работать учительницей в Константиновской женской гимназии. Работая в гимназии и давая частные уроки, Тревер не прекращала заниматься своим образованием и посещала в качестве вольнослушательницы курсы по истории и археологии на историческом отделении Бестужевских курсов, где проучилась до 1914 года у всемирно известных преподавателей, таких как профессора И. М. Гревс и Ф. Ф. Зелинский, которые не только читали лекции, но и совершали со своими студентами путешествия в Крым, Бухару и по другим местам, имеющим яркое историческое прошлое. С 1913 года она уже работала в Археологической комиссии, занимаясь изучением и описанием ольвийских древностей. В 1914 году Тревер экстерном сдала в Женском педагогическом институте государственные экзамены за курс историко-филологического факультета Петербургского университета и получила диплом I степени. С 1919 года она стала работать ассистентом Российской академии истории материальной культуры. В том же году поступила на работу в Эрмитаж — помощником хранителя по эллинско-скифскому отделению — и до 1926 года работала хранителем Строгановского дворца, который являлся филиалом Эрмитажа.
В этот же период времени Камилла Тревер вместе с группой сокурсниц-«бестужевок» в 1914 году организуют танцевальную группу «Гептахор» (от греческого «семь» и «пляска»): будущий руководитель Стефанида Руднева, Наталья Энман, Екатерина Цинзерлинг, Юлия Тихомирова, Ильза и Камилла Тревер, Наталья Педькова. «Гептахор» дает публичные выступления в городах России, на начало 1920-х приходится их наибольшая концертная активность. В 1927 г. танцевальная группа «Гептахор» получил статус государственной студии на хозрасчёте.
С 1922 года Тревер начала заниматься историей и искусством Востока, прослушала курсы лекций В. В. Бартольда, И. А. Орбели, С. Ф. Ольденбурга, А. А. Фреймана. В 1926 году она стала доцентом кафедры иранистики ЛГУ, а в 1928 году — ассистентом профессора И. А. Орбели по превращению отдела Востока Эрмитажа в крупнейший центр востоковедения. В 1939 году Тревер была присуждена степень доктора исторических наук.
Во время Великой Отечественной войны работала в Ташкенте в Институте языков, литературы и искусства, затем в Узбекском филиале АН СССР (1941—1943), и в Ереване в Институте истории АН Армянской ССР (1943—1945). 29 сентября 1943 года К. В. Тревер была избрана членом-корреспондентом АН СССР по Отделению истории и философии.
С 1945 года вновь работала в Ленинграде (научный сотрудник ЛОИА АН СССР).
В 1970 году вышла на пенсию, продолжала консультировать востоковедов и искусствоведов.
Скончалась 11 ноября 1974 года. Похоронена в Ленинграде на Шуваловском кладбище.
Сёстры:
- Ильза Васильевна (1891—1955), искусствовед, поэтесса, сотрудница РАИМК (1919—1924), специалист по систематизации бус, найденных при раскопках Ольвии.
- Нина Васильевна (1898 — не ранее 1942), искусствовед, сотрудница РАИМК (1919—1924), специалист по систематизации античных древностей, найденных в южнорусских курганах.

## Научная деятельность
Прекрасное образование, владение европейскими, классическими и восточными языками и широкая эрудиция вовлекли Тревер в круг интересов античного мира и древнего Востока. Тревер написала более 100 научных статей и книг по античной истории, литературе, истории культуры Востока; археологии, истории и искусству Кавказа, Средней Азии и Ирана. Она исследовала проблему взаимодействия и взаимовлияния эллинской и восточной культур. Тревер принадлежит теория о существовании в Бактрии после завоевания её Александром Македонским самобытного искусства, сочетавшего местные и греческие элементы.

## Награды и признания
- Орден Ленина (1956 год)
- Иранский орден «За научные заслуги» (1935 год)
- Орден «Знак Почёта» (1945 год)
- Почетная грамота Президиума Верховного Совета РСФСР (1956 год)
- Заслуженный деятель науки Узбекской ССР (1943 год)

## Основные работы
- Памятники греко-бактрийского искусства. — М.—Л., 1940. — 178 с. + 50 табл.
- Очерки по истории культуры древней Армении (II в. до н. э. — IV в. н. э.). — М.—Л.: Издательство АН СССР, 1953.
- Очерки по истории и культуре кавказской Албании IV в. до н. э. — VII в. н. э. — М.—Л., 1959.
- Сасанидское серебро. Собрание Государственного Эрмитажа. — Л., 1987 (в соавт. с В. Г. Лукониным).